# 나미다키라리토바세
〈눈물아 반짝 날아라〉(일본어: 涙キラリ飛ばせ なみだきらりとばせ[*])는 코마츠 미호의 21번째 싱글이다.

## 개요
- 프로모션 비디오는 오사카부 가시와라시의 야마토가와 하천부지나 가시와라미나미구치 역 부근에서 촬영이 행해졌다.

## 수록곡
1. 눈물아 반짝 날아라(涙キラリ飛ばせ)
  - 작사 · 작곡: 코마츠 미호, 편곡: 후루이 히로히토
2. 연심(恋心)
  - 작사 · 작곡: 코마츠 미호, 편곡: 코바야시 사토루
3. Calling
  - 작사 · 작곡: 코마츠 미호, 편곡: 후루이 히로히토
4. 눈물아 반짝 날아라 (Instrumental)